# NGC 4229
NGC 4229 este o galaxie lenticulară situată în constelația Câinii de Vânătoare. A fost descoperită în 2 ianuarie 1786 de către William Herschel. Se află la o distanță de 98,03 de megaparseci de Pământ.